# Comunidad india Ak Chin
La Comunidad India Ak-Chin es una comunidad amerindia situada en  el Valle Santa Cruz en Arizona. La comunidad está principalmente compuesta por los Pima y los Tohono O'odham, así como otros miembros Yaqui.
Ak-Chin es una palabra O'odham  que significa "lugar donde la lluvia desaparece en la arena o el suelo".

## Idioma
La Comunidad India Ak-Chin tiene su propia forma escrita del Idioma O'odham, que es del grupo Piman de la familia de lenguas uto-aztecas.